# Grégory Chintinne
Grégory Paulin Robert Oger Chintinne (Charleroi, 2 mei 1976) is een Belgisch politicus voor de liberale MR.

## Biografie
Chintinne was van 2008 tot 2011 zaakvoerder van CB Motors, een groot- en detailhandel in verkoop, onderhoud en reparatie van motorvoertuigen, en werd zelfstandig consultant. Vanaf 2012 legde hij zich professioneel toe op de politieke wereld, in dienst van verschillende MR-politici: van 2012 tot 2019 was hij parlementair medewerker van de Waals Parlementsleden Willy Borsus en Laetitia Brogniez, van 2019 tot 2020 kabinetsmedewerker van Willy Borsus in diens hoedanigheid van Waals minister van Economie, en van 2020 tot 2024 parlementair medewerker van Kamerlid Christophe Bombled.
Op lokaal politiek niveau is Chintinne sinds de gemeenteraadsverkiezingen van oktober 2006 gemeenteraadslid van Florennes. Hij werd er voorzitter van de lokale MR-afdeling en was van oktober 2009 tot december 2024 schepen van de gemeente, onder andere bevoegd voor Onderwijs, Personeel en Erediensten. Na de gemeenteraadsverkiezingen van oktober 2024 belandde Chintinne als raadslid in de oppositie. Daarnaast was hij van 2013 tot 2019 voorzitter van BEP Environnement, de afvalverwerkingsmaatschappij verbonden aan het Economisch Bureau van de provincie Namen, en werd hij ondervoorzitter van de MR-federatie van het arrondissement Dinant-Philippeville.
Hij was eveneens kandidaat voor de federale verkiezingen van mei 2019 in de kieskring Namen en stond als eerste opvolger op de MR-lijst voor het arrondissement Dinant-Philippeville bij de Waalse verkiezingen van juni 2024. In december 2024 werd hij Waals Parlementslid en lid van het Parlement van de Franse Gemeenschap ter vervanging van Richard Fournaux.